# Unión del Congreso para el Sufragio Femenino
La Unión del Congreso para el Sufragio Femenino (en: Congressional Union for Woman Suffrage) fue una organización estadounidense formada en 1913 dirigida por Alice Paul y Lucy Burns para realizar una campaña s favor de una enmienda constitucional que garantizara el sufragio femenino. Se inspiró en el movimiento sufragista del Reino Unido, del que habían formado parte Alice Paul en su época de estudiante en Londres y Lucy Burns. Su persistencia en la campaña atrajo la atención de los congresistas y en 1914 lograron imponer la enmienda en el pleno por primera vez en décadas.

## Contexto

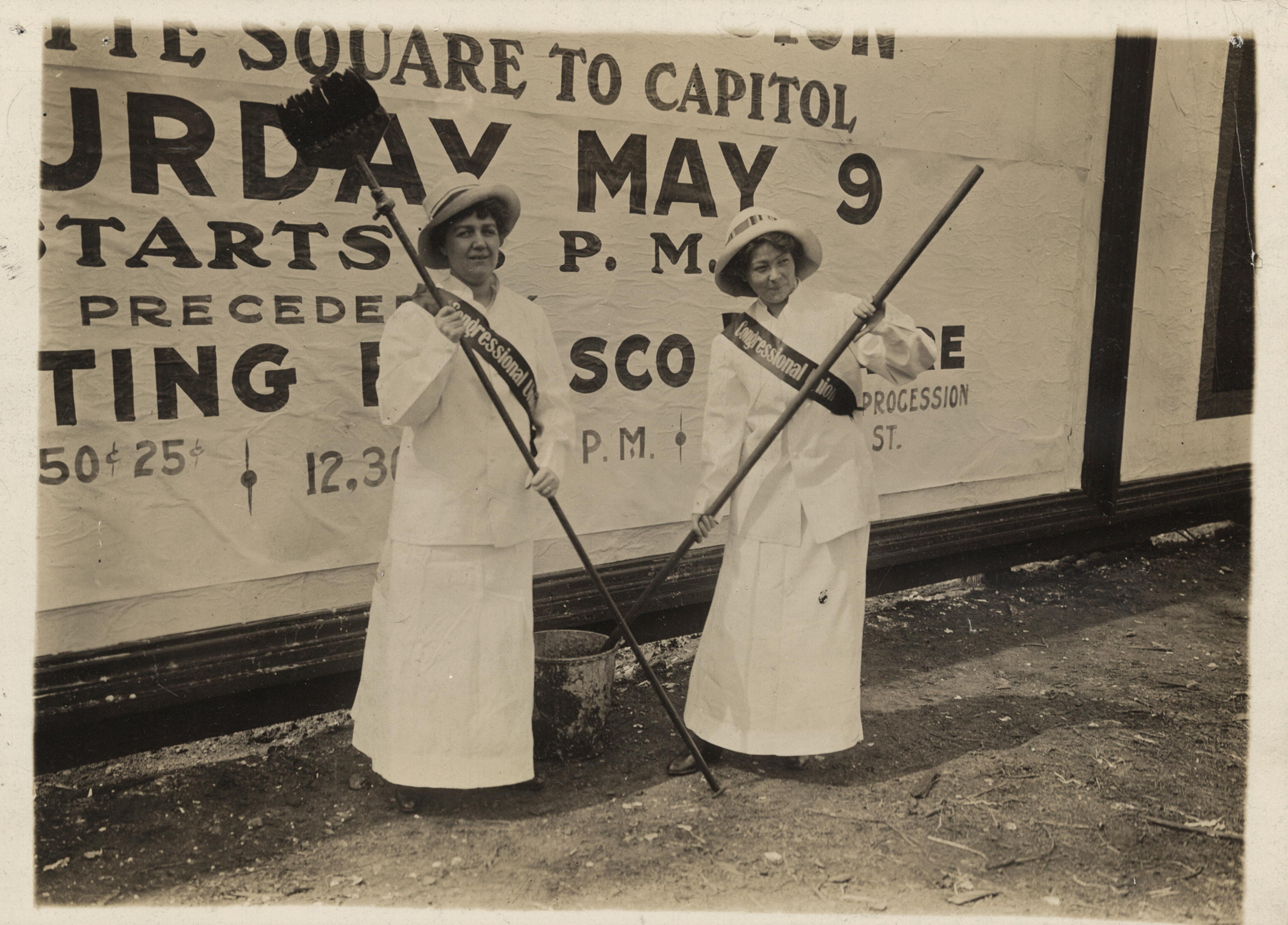
Miembros de la CUWS sosteniendo pinceles frente a un gran cartel publicitario, 1914

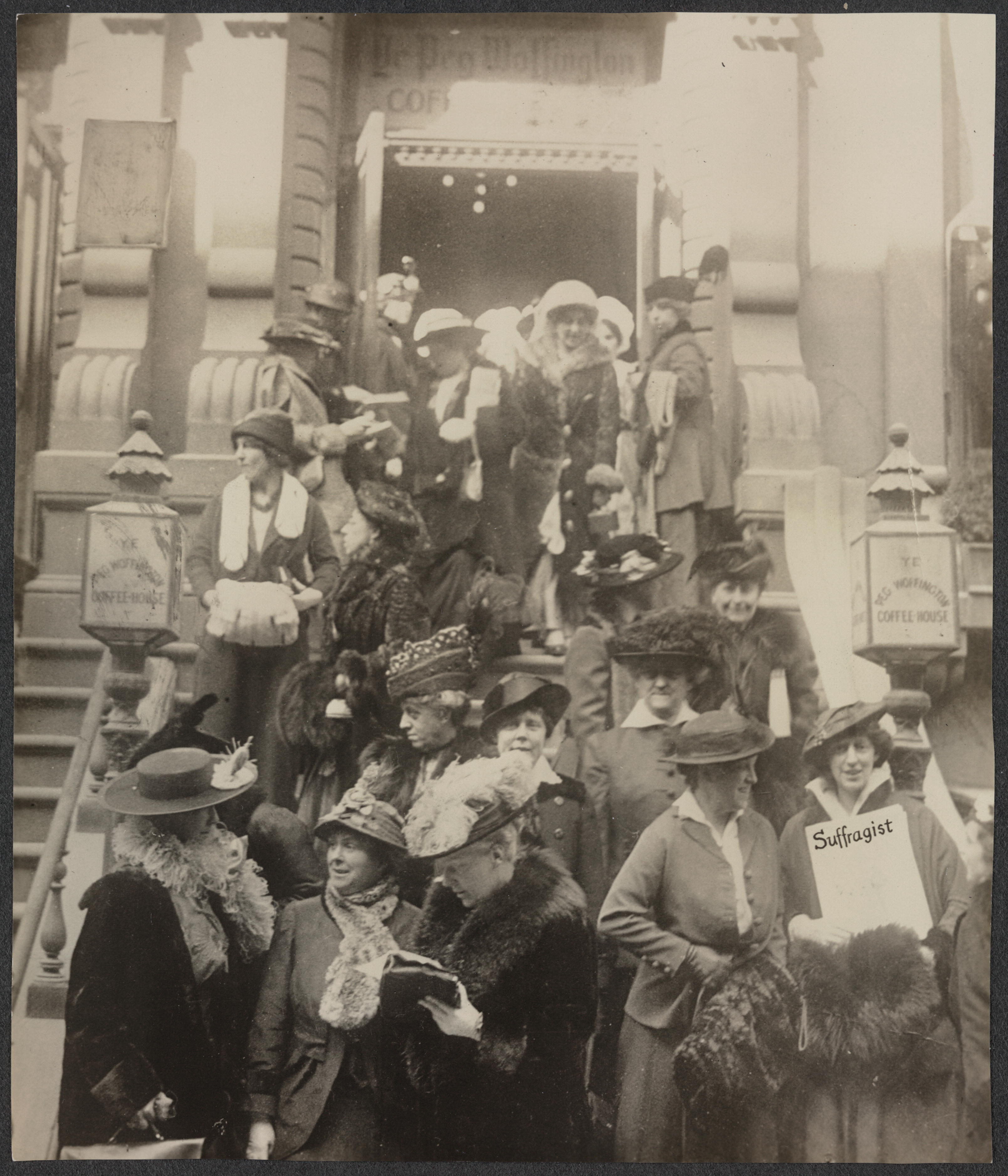
Reunión en Coffee House, Nueva York, 1915

Alice Paul creó la Unión del Congreso (CU) después de unirse a la Asociación Nacional Estadounidense por el Sufragio de la Mujer (National American Woman Suffrage Association NAWSA) y lograr el liderazgo de su Comité del Congreso. La CU se formó para ayudar al Comité del Congreso de la NAWSA y sus funcionarios eran parte de ese comité. La CU compartía el mismo objetivo con NAWSA: lograr una enmienda a la Constitución de los Estados Unidos que otorgara a todas las mujeres el derecho a votar. Inicialmente la CU trabajó dentro de NAWSA para fortalecer el Comité del Congreso en decadencia. En marzo de 1913, después de darse cuenta de la cantidad de trabajo que había que hacer, la CU se hizo cargo de sus propias operaciones y financiación, pero siguió afiliada a NAWSA. En el otoño de 1913, Carrie Chapman Catt de NAWSA acusó a la CU de insubordinación y de irregularidades financieras, acusaciones de las que luego se retractó. Las estrategias de las dos organizaciones eran conflictivas y el liderazgo de NAWSA se sintió amenazado. En diciembre de 1913, la Asociación Nacional Estadounidense por el Sufragio de la Mujer seleccionó un nuevo Comité del Congreso y cortó formalmente los lazos con la Unión del Congreso.

## Iniciativa
La Unión del Congreso por el Sufragio Femenino apeló a las mujeres jóvenes con un nuevo enfoque en la lucha por el sufragio femenino, inspirado en las sufragistas británicas. Alice Paul creía que las mujeres no deberían tener que mendigar por sus derechos. Paul presentó a la UC y a sus miembros algunos de los métodos activistas utilizados por la Unión Social y Política de Mujeres en Gran Bretaña. Entre las acciones directas estaba la organización de grandes manifestaciones y de piquetes diarios frente a la Casa Blanca. La UC tenía 4.500 miembros y había recaudado más de 50.000 dólares en fondos en 1914. Con el tiempo, las acciones de cientos de miembros condujeron a su arresto y, a veces, a su encarcelamiento.

## Organización
La sede de la Unión del Congreso estaba situada en la calle F de Washington D. C., cerca del Hotel Willard, en una oficina muy visible que ellas mismas pagaron. Crearon "escuelas de sufragio" para mujeres con el fin de crear conciencia sobre su causa y celebraban múltiples reuniones cada día. La CU nunca estuvo organizada por estados o distritos, pero hubo diferentes ramas de la organización en varios estados. La sede de Washington era central para su trabajo, pero también eran una organización móvil. La CU publicó un periódico llamado The Suffragist, con artículos de miembros destacados, entre ellos Alice Paul, Lucy Burns e Inez Milholland. El periódico empleó a Nina Allender como su dibujante principal y también publicó caricaturas de artistas como Cornelia Barns, Boardman Robinson y Marietta Andrews.

## Campaña
La Unión del Congreso hizo campaña activamente por una enmienda constitucional que garantizara el sufragio universal femenino. Siguiendo los métodos de las sufragistas en Gran Bretaña, la UC culpó al partido demócrata, formación mayoritaria en el Congreso por el fracaso en promover la Enmienda del Sufragio Federal. El presidente era el demócrata Woodrow Wilson. Las activistas viajaron al oeste e hicieron campaña contra los demócratas con la esperanza de impedir su reelección. Incluso incluyeron en la confrontación a los demócratas a favor del sufragio femenino, a pesar de las críticas de la Asociación Nacional Estadounidense por el Sufragio Femenino. Viajaron a través del oeste en tren mientras utilizaban una serie de tácticas para aumentar su visibilidad, atrayendo con sus discursos improvisados la atención de los periodistas. Su campaña favoreció la derrota de 20 demócratas que apoyaban el sufragio, para gran consternación de la NAWSA.

## Partido Nacional de la Mujer
La Unión del Congreso creó el Partido Nacional de la Mujer en una reunión en Chicago en 1916. Formaban parte del partido miembros de la Unión del Congreso y Alice Paul estaba a cargo del mismo. Se formó un Comité de Campaña dentro del partido, presidido por Anne Martin. En 1917, las dos organizaciones se unieron oficialmente para formar el Partido Nacional de la Mujer (NWP) y eligieron a Alice Paul como su presidenta.  Tras la ratificación de la 19.ª Enmienda, el Partido Nacional de la Mujer lanzó una larga campaña para conseguir la aprobación de la Enmienda de Igualdad de Derechos.

## Enmienda de la Unión del Congreso para la Igualdad de Derechos
En 1981, un grupo de mujeres, entre ellas Mary Ann Beall y la destacada feminista Sonia Johnson, formaron una organización llamada Unión del Congreso en la ciudad de Nueva York para seguir luchando por la ERA. Las mujeres se inspiraron en las sufragistas, como Johnson señaló en su libro, Going Out of Our Minds: The Metaphysics of Liberation, "... nos llamamos la Unión del Congreso, tomando el nombre y la filosofía del grupo de mujeres sufragistas creado en 1914 por Alice Paul y Lucy Burns..."  A finales de junio de 1982, la Unión del Congreso organizó un "ritual de duelo" así como una "celebración del renacimiento" para la ERA en los Archivos Nacionales.
Esta organización luego se escindió y un grupo de mujeres, entre las que se encontraba Johnson, formó una nueva organización feminista conocida como A Group of Women. "

## Miembros notables
- Abby Scott Baker [15]
- Alicia Paul [15]
- Caso Belle La Follette[16]
- Carolina E. Spencer [15]
- Cristal Eastman[17]
- Dora Lewis[18]
- Doris Stevens[19]
- Día de Dorothy [15]
- Helen Keller[20]
- Mabel Vernon [15]
- María Barba[21]
- Lawrence Lewis [15]
- Lucy G. Branham [15]
- Lucy Quemaduras [15]
- María A. Nolan [15]
- María Hunter Austin[22]
- María Ritter Barba
- María Montessori[23]
- Matilda Young [15]
- Nina Samarodin [15]
- Olimpia Brown [15]
- Rosa Winslow [15]
- Sue Sheldon White [15]